# Chester A. Arthur
Chester Alan Arthur (5 de outubro de 1829 — 18 de novembro de 1886) foi um advogado e político americano que serviu como Presidente dos Estados Unidos de 1881 a 1885. Ele havia sido eleito vice-presidente, sucedendo James A. Garfield após este ter sido assassinado em setembro de 1881.
Arthur nasceu em Fairfield, no Condado de Franklin, em Vermont, mas cresceu no estado de Nova Iorque, praticando advocacia por lá quando adulto. Ele serviu como intendente geral da Milícia Nova-iorquina durante a Guerra Civil Americana. Após o conflito, ele passou a ser ativo no Partido Republicano e se associou a organização política do senador Roscoe Conkling. O Presidente Ulysses S. Grant apontou Chester Arthur para o posto de Coletor do Porto de Nova Iorque em 1871 e ele era um importante apoiador de Conkling e sua facção dentro do Partido Republicano. Em 1878, o Presidente Rutherford B. Hayes demitiu Arthur como parte de um plano para reformar o sistema de patrocínio federal em Nova Iorque. Quando o congressista James Garfield conquistou a nomeação republicana para a eleição presidencial de 1880, Arthur foi nomeado seu vice para balancear a chapa. Garfield ganhou mas depois de apenas quatro meses no cargo ele foi baleado, falecendo onze semanas mais tarde. Arthur então assumiu a presidência.
No começo de sua presidência, Arthur teve que lidar com reputação ruim de facção de Conkling, dentro do Partido Republicano, a qual pertencia. Para surpresa dos reformadores, ele defendeu e fez cumprir o Pendleton Civil Service Reform Act (que limitou o sistema de patronagem do governo federal). Ele presidiu sobre o chamado "renascimento" da marinha dos Estados Unidos, mas foi criticado por não ter conseguido aliviar o superávit do orçamento federal que vinha se acumulando desde o fim da Guerra Civil. Arthur vetou a primeira versão da Lei de Exclusão Chinesa de 1882, argumentando que um banimento de vinte anos da entrada de imigrantes chineses nos Estados Unidos violava o Tratado Burlingame, mas assinou uma segunda versão, que diminuiu o banimento para dez anos.
Sofrendo com a saúde debilitada, Arthur fez apenas uma tentativa limitada de assegurar a nomeação do Partido Republicano para a eleição de 1884 e decidiu se aposentar após completar seu mandato. O jornalista Alexander McClure escreveu: "Nenhum homem jamais entrou na presidência tão profunda e amplamente desconfiado como Chester Alan Arthur, e ninguém jamais se aposentou [...] mais geralmente respeitado, tanto por amigos políticos quanto por inimigos." A saúde falha  de Arthur e a temperatura política combinaram para fazer com que seu governo fosse menos ativo, embora contemporâneos geralmente tivessem uma opinião positiva de sua presidência. O New York World resumiu a presidência de Arthur, após sua morte em 1886, desta maneira: "Nenhum dever foi negligenciado em sua administração e nenhum projeto aventureiro alarmou a nação." Mark Twain escreveu sobre ele: "Seria realmente difícil superar o governo do Presidente Arthur." Apesar destes elogios de contemporâneos, historiadores modernos geralmente classificam Chester Arthur como um presidente "medíocre", além de pouco memorável.